# Лінн Колелла
Лінн Колелла (англ. Lynn Colella, 13 червня 1950) — американська плавчиня.
Призерка Олімпійських Ігор 1972 року.
Переможниця Панамериканських ігор 1971 року.
Переможниця літньої Універсіади 1970 року.